# 厚見恵一郎
厚見 恵一郎（あつみ けいいちろう、1967年（昭和42年） - ）は、日本の政治学者。専攻は政治思想史・政治哲学・政治理論。学位は。博士（政治学）（早稲田大学・論文博士・2005年）。早稲田大学社会科学総合学術院教授。キリスト教徒。

## 経歴
1990年、早稲田大学政治経済学部卒業。1996年、早稲田大学大学院政治学研究科博士後期課程退学。1999年、プリンストン大学訪問研究員（-2000年）、2000年、ハーバード大学訪問学者（-2002年）を経て、2005年、早稲田大学より博士（政治学）の学位を取得。早稲田大学社会科学部助手、専任講師、助教授を経て、早稲田大学社会科学総合学術院教授。

## 受賞歴
- 1992年 - 飯島衛記念褒賞受賞。

## 著書
単著
- 『マキァヴェッリの拡大的共和国 近代の必然性と「歴史解釈の政治学」』木鐸社、2007年4月。ISBN 9784833223904。

共編著
- 藤原保信 著、中金聡、厚見恵一郎 編『西洋政治理論史（上）』新評論〈藤原保信著作集 3〉、2005年9月。ISBN 9784794806734。
- 石崎嘉彦、厚見恵一郎『レオ・シュトラウスの政治哲学 『自然権と歴史』を読み解く』ミネルヴァ書房〈MINERVA 人文・社会科学叢書 233〉、2019年5月。ISBN 9784623083930。

共訳
- レオ・シュトラウス 著、飯島昇藏・厚見恵一郎・村田玲 訳『哲学者マキァヴェッリについて』勁草書房、2011年11月。ISBN 9784326302031。